# Skræling

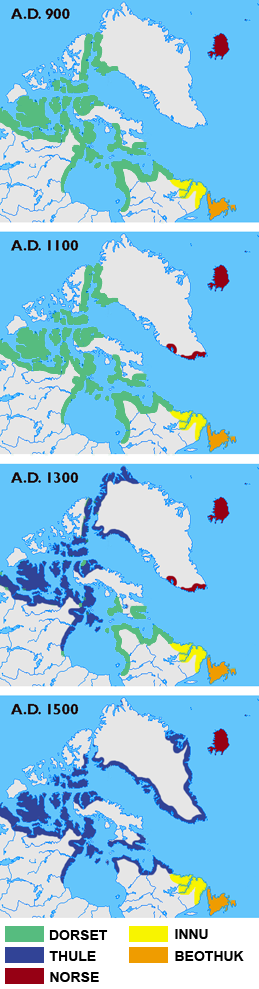
Mapa rozmieszczenia różnych kultur od 900 do 1500 roku

Skræling lub skrælingar (isl. skrælingi, liczba mnoga skrælingjar) – nazwa, jaką wikingowie nadali ludowi Dorset, który spotkali na Grenlandii i w Ameryce Północnej. W źródłach pisanych pierwszy raz użyto tego określenia w stosunku do ludzi z kultury Thule, z którą nordyccy osadnicy zetknęli się na Grenlandii w XIII wieku. Z kolei islandzkie sagi nazywały tak również tubylców napotkanych w Winlandii.  

## Nazwa
Pochodzenie nazwy nie jest jasne, ale prawdopodobnie wywodzi się ona ze staronordyjskiego słowa „skrá” oznaczającego „skórę”. Stąd mogło powstać określenie „skræling”, gdyż napotkani przez wikingów ludzie z kultury Dorset i Thule nosili na sobie skóry zwierząt, podczas gdy Skandynawowie używali ubrań z wełny.  
Niektórzy badacze spekulują również, że „skræling” pochodzi od skandynawskiego słowa „skral” lub islandzkiego „skrælna”, które oznacza „wychudzony, wątły”, lecz może być także rozumiane jako „nędzny, żałosny”, lub „ubogi” w sensie kulturowym. We współczesnym języku islandzkim oznacza barbarzyńcę lub obcokrajowca. Z kolei w języku norweskim i duńskim słabeusza. Nie pojawia się ono jednak w skandynawskich tekstach, ani w islandzkich sagach.
Samo określenie „skræling” pojawiło się w nordyckich źródłach dopiero w XIII wieku, czyli długo po tym, jak wikingowie nawiązali pierwsze kontakty z tubylczą ludnością Ameryki. Do tego czasu Grenlandczycy nazywali tak ludzi z kultury Thule (przodków dzisiejszych Inuitów), którzy przybyli na wyspę w XIII wieku. Później określano tak różne grupy tubylców. Spisane w XIII wieku sagi (o Grenlandczykach i o Eryku Rudym) wspominają o skrælingach, których wikingowie spotkali w Winlandii na początku XI wieku.

## Kontakty ze skrælingami
Według Sagi o Grenlandczykach po powrocie z Winlandii na Grenlandię Leifa Erikssona, w podróż postanowił wyruszyć jego brat Thorvald. Z 30-osobową załogą dotarł do Winlandii, gdzie przezimował w obozie Leifa. Wiosną popłynął dalej na zachód, jednak nie odnalazł żadnych śladów cywilizacji, więc powrócił na zimę do obozu. Następnego lata postanowił zbadać wschodnie i północne tereny Winlandii. Tak dotarł do pięknego, lesistego przylądka, na brzegu którego jego załoga odkryła trzy łodzie z dziewięcioma ludźmi. Ośmiu udało im się schwytać i zabić, ale jeden z nich uciekł. Wkrótce potem tubylcy, których wikingowie nazwali skrælingami, powrócili w większej liczbie i zaatakowali ludzi Thorvalda. On sam został śmiertelnie ranny i pochowany w Winlandii, a załoga powróciła na Grenlandię.

### Thorfinn Karlsefni
Thorfinn Karlsefni był pierwszym nordyckim badaczem, który podjął się próby trwałego skolonizowania Winlandii, odkrytej przez Leifa Erikssona. Podczas swojej wyprawy również natknął się na skrælingów, z którymi do pewnego czasu utrzymywał przyjazne kontakty handlowe. Saga o Eryku Rudym mówi, że zabronił swoimi ludziom jedynie handlu bronią, więc wymieniali swoje czerwone ubrania na futra. Pewnego dnia z lasu wybiegł głośno ryczący byk, należący do Karlsefniego i jego towarzyszy, który tak przeraził skrælingów, że uciekli do swoich łodzi i odpłynęli. Po trzech tygodniach powrócili w ogromnej liczbie i zaatakowali wikingów. Doszło do walki, podczas której Karlsefni musiał się wycofać, jednakże dzięki odwadze Freydís, córki Eryka Rudego, która stawiła im czoła, napastnicy uciekli. Po tym wydarzeniu wyprawa Karlsefniego powróciła na Grenlandię.